# Stadio Mokhtar El-Tetsh
Lo stadio Mukhtar El-Tetsh è un impianto sportivo polivalente situato nella città del Cairo, in Egitto. Era usato dall'Al-Ahly Sporting Club prima che si trasferisse allo stadio internazionale del Cairo.
Lo stadio, dotato di circa 25.000 posti, si chiama così in onore dell'attaccante egiziano Mahmoud Mokhtar El-Tetsh.